# NBB Jogador Mais Evoluído
NBB Jogador Mais Evoluído é um prêmio do Novo Basquete Brasil dado desde a segunda temporada do NBB, em 2009-10, ao jogador que mais evoluiu na temporada. O prêmio é dado ao final da temporada, na festa de premiação do campeonato, um dia após o jogo final dos Playoffs. Antes do evento, 3 candidatos são anunciados e durante o evento o vencedor é escolhido.

## Vencedores
| ^           | Indica um jogador que continua ativo no NBB                        |
| *           | Eleito para o Naismith Memorial Basketball Hall of Fame            |
| Jogador (X) | Indica o número de vezes que o jogador foi nomeado o Mais Evoluído |
| Team (X)    | Indica o número de vezes que um jogador desse time venceu          |

| Temporada | Jogador             | Posição     | Nacionalidade | Time              | Ref.   |
| --------- | ------------------- | ----------- | ------------- | ----------------- | ------ |
| 2009–10   | Audrei Parizotto^   | Armador     | Brasil        | Joinville         | [ 1 ]  |
| 2010–11   | Vítor Benite        | Armador     | Brasil        | Franca            | [ 2 ]  |
| 2011–12   | Gui Deodato^        | Ala         | Brasil        | Bauru             | [ 3 ]  |
| 2012–13   | Gui Deodato^ (2)    | Ala         | Brasil        | Bauru (2)         | [ 4 ]  |
| 2013–14   | Paulão Prestes      | Pivô        | Brasil        | Franca (2)        | [ 5 ]  |
| 2014–15   | Davi Rossetto^      | Armador     | Brasil        | Basquete Cearense | [ 6 ]  |
| 2015–16   | Deryk Ramos^        | Armador     | Brasil        | Lobos Brasília    | [ 7 ]  |
| 2016–17   | Georginho de Paula^ | Ala-armador | Brasil        | Paulistano        | [ 8 ]  |
| 2017–18   | Wesley^             | Ala-pivô    | Brasil        | Minas Tênis Clube | [ 9 ]  |
| 2018–19   | Didi                | Ala-armador | Brasil        | Franca (3)        | [ 10 ] |